# Plan de Cebolla
Plan de Cebolla är en ort i Mexiko.   Den ligger i kommunen Eloxochitlán de Flores Magón och delstaten Oaxaca, i den sydöstra delen av landet, 270 km sydost om huvudstaden Mexico City. Plan de Cebolla ligger 1 516 meter över havet och antalet invånare är 243.
Terrängen runt Plan de Cebolla är kuperad åt sydväst, men åt nordost är den bergig. Runt Plan de Cebolla är det tätbefolkat, med 369 invånare per kvadratkilometer. Närmaste större samhälle är Huautla de Jiménez, 8,7 km sydost om Plan de Cebolla. I omgivningarna runt Plan de Cebolla växer i huvudsak städsegrön lövskog.